# Ester Expósito
Ester Expósito Gayoso (Madrid, 26 gennaio 2000) è un'attrice e modella spagnola, nota per aver interpretato il ruolo di Carla Caleruega nella serie televisiva Élite.

## Biografia
Nata a Madrid da una famiglia di origini galiziane (Viveiro), all'età di sei anni entra a far parte dell'agenzia Lucia Del Rio Management e inizia a studiare teatro con Juan Bottaro, terminando nel 2012; nel frattempo si esibisce anche come ballerina. Tra il 2014 e il 2018 frequenta la Primera Toma Coach, una scuola di cinema per giovani ragazzi, mentre nel 2019 prosegue gli studi di recitazione presso l'Estudio Juan Codina.
Nel 2014 presenta un evento di collaborazione tra l'azienda Microsoft e la squadra calcistica del Real Madrid. Nel 2019 diventa ambasciatrice dei marchi Doble Victoria e Ralph Lauren, mentre nel 2020 di Etro e Bulgari; partecipa quindi al Festival di Venezia 2020 e al Festival di Cannes 2021.

## Filmografia

### Cinema
- Che Dio ci perdoni (Que Dios nos perdone), regia di Rodrigo Sorogoyen (2016) – non accreditata
- Tuo figlio (Tu hijo), regia di Miguel Ángel Vivas (2018)
- Quando gli angeli dormono (Cuando los ángeles duermen), regia di Gonzalo Bendala (2018)
- Mamá o papá, regia di Dani de la Orden (2021)
- Venus, regia di Jaume Balagueró (2022)
- Rainbow, regia di Paco León (2022)
- Perdidos en la noche, regia di Amat Escalante (2023)

### Televisione
- Centro médico – serie TV, episodio 2x77 (2016)
- Estoy Vivo – serie TV, 8 episodi (2017)
- Élite – serie TV, 24 episodi (2018-2020)
- La caccia. Monteperdido (La caza)– serie TV, 6 episodi (2019)
- Veneno – miniserie TV, 2 episodi (2020)
- Qualcuno deve morire (Alguien tiene que morir) – miniserie TV, 3 episodi (2020)
- Élite - Storie brevi (Élite Short Stories) – miniserie TV, 3 episodi (2021)
- Bandidos – serie TV, 14 episodi (2024-in corso)

## Videoclip
- Final Feliz di Danna Paola, regia di Santiago Salviche (2018)
- Oye Pablo di Danna Paola, regia di Nacho Mohedano (2019)
- DOSIS dei Reik, regia di Willy Rodríguez (2019)
- Fácil di Nya de la Rubia (2020)
- Contigo di Danna Paola, regia di Rodrigo Aroca (2020)
- Muñequita Linda di Najwa Nimri, regia di Bàrbara Farré (2021)

## Teatro
- Mariana Pineda, regia di David Casquet (2014)
- Woman in Red, regia di Ies Fortuny (2015)
- Adolescer 2055, regia di Roberto Santiago (2015)

## Doppiatrici italiane
Nelle versioni in italiano dei film e delle serie televisive in cui ha recitato, Ester Expósito è stata doppiata da:
- Francesca Teresi in Élite , Élite - Storie brevi, Bandidos
- Federica Russello in Venus
- Eva Padoan in Qualcuno deve morire
- Emanuela Ionica in Tuo figlio
- Margherita De Risi in Quando gli angeli dormono
- Lucrezia Marricchi in La caccia. Monteperdido

## Premi
- Miglior giovane attrice spagnola ai Socialiteen Awards (2020, 2021)
- Miglior giovane attrice ai Premios MiM Series (2021)